# Still Around
Singles de 3OH!3
Starstrukk
(2009) Holler Till You Pass Out (ré-édition)
(2009)
Pistes de Want
Photofinish Holler Till You Pass Out
Still Around est une chanson du groupe américain 3OH!3. Il s'agit du quatrième single issu de leur deuxième album Want. Celui-ci a été publié le 18 août 2009 en téléchargement numérique. Un remix de la chanson intitulé « Big Mix », est inclus sur l'édition deluxe de l'album.

## Clip
Le clip a été tourné entre novembre et décembre 2009 par Sean lui-même. Il a été dévoilé le 8 décembre 2009 via la chaîne YouTube PhotoFinishRecords . Comme l'indique le titre de la vidéo, celle-ci a été filmée avec un appareil FlipCam Video. La clip s'ouvre avec Sean arrivant dans un enclos à cheval pour faire de l'équitation. Par la suite, nous pouvons le voir faire du cheval face à une vue panoramique du Colorado. Après ceci, Sean fait le tour d'un enclos avec le cheval Puis nous le voyons monter sur un tracteur sur cette même zone. Pour la dernière scène sont montrés des plans d'animaux tels que des chiens et des poules.